# Danh sách Pokémon thế hệ VI

Logo quốc tế của thương hiệu Pokémon

Thế hệ thứ sáu (Generation  VI) của thương hiệu nhượng quyền Pokémon có 72 loài sinh vật hư cấu được giới thiệu cho loạt trò chơi video cốt lõi trong trò chơi Nintendo 3DS 2013 Pokémon X và Y. Một số Pokémon trong thế hệ này đã được giới thiệu trong phiên bản hoạt hình của thương hiệu nhượng quyền thương mại trước X và Y. Thế hệ này đã giới thiệu "đại tu đồ họa lớn nhất" của loạt trờ chơi: sự thay đổi từ các họa tiết hai chiều sang đa giác ba chiều. Một hệ mới (Tiên) đã được giới thiệu lần đầu tiên kể từ Gold và Silver vào năm 1999, nâng tổng số lên 18. Người ta chú trọng hơn vào việc làm cho các loài Pokémon trở nên độc đáo hơn và phù hợp với văn hóa và động vật của Châu Âu, cụ thể là Pháp.
Tất cả các Pokémon được tạo ra bởi một nhóm gồm khoảng 20 nghệ sĩ, dẫn đầu là Ken Sugimori và Hironobu Yoshida. Lần đầu tiên trong thương hiệu nhượng quyền thương mại, Pokémon huyền thoại thế hệ cụ thể là Xerneas và Yveltal, không được thiết kế bởi một mình Sugimori; ông yêu cầu sự giúp đỡ của Atsuko Nishida để phát triển các thiết kế của họ.
Danh sách sau đây nêu chi tiết 72 Pokémon của Thế hệ VI theo thứ tự số National Pokédex. Pokémon đầu tiên, Harimaron, là số 650 và cuối cùng, Volcanion, là số 721. Các hình thức thay thế dẫn đến thay đổi hệ và Tiến hóa Mega được đưa vào bảng để thuận tiện cho việc tra cứu. Ngoài ra, bạn nên xem trước Bảng chú thích Loài Pokémon ở dưới đây để thuận tiện nếu bạn muốn tìm những Pokémon khởi đầu, huyền thoại, bí ẩn trong bảng danh sách Pokémon.

## Bảng chú thích Loài Pokémon
| Bảng dùng cho tất cả các danh sách Thế hệ ở bên dưới | Bảng dùng cho tất cả các danh sách Thế hệ ở bên dưới | Bảng dùng cho tất cả các danh sách Thế hệ ở bên dưới |
| Mã                                                   | Ý nghĩa                                              | Mô tả |
| ---------------------------------------------------- | ---------------------------------------------------- | --- |
| KĐ                                                   | Pokémon khởi đầu                                     | Pokémon đầu tiên mà người chơi có thể có được trong các trò chơi chính (Trong anime, đây là Pokémon khởi đầu khi đến một vùng nào đó, trừ phần Sun and Moon).                    |
| CĐ                                                   | Pokémon Cổ đại                                       | Pokémon cổ đại chỉ thu được bằng cách hồi sinh hóa thạch. |
| BC                                                   | Pokémon bé con                                       | Pokémon bé con thu được chủ yếu bằng cách nhân giống các dạng tiến hóa của chúng.                                                                                                |
| HT                                                   | Pokémon huyền thoại                                  | Pokémon mạnh mẽ gắn liền với truyền thuyết của thế giới Pokémon. |
| BA                                                   | Pokémon bí ẩn                                        | Pokémon chỉ có thể có được thông qua các sự kiện phân phối (điều này không bao gồm Deoxys, vì trong Pokemon Omega Ruby và Alpha Sapphire, Deoxys có thể bị bắt trong Tập Delta.) |
| UB                                                   | Ultra Beast                                          | Pokémon đến từ không gian khác. (Phần Sun and Moon) |

## Danh sách Pokémon
| Loài | Tên Pokémon | Tên Pokémon | Tên Pokémon | Số National Pokédex | Hệ       | Hệ       | Tiến hóa thành (Tên Tiếng Nhật) |
| Loài | Tiếng Nhật  | Tiếng Anh   | Tiếng Việt  | Số National Pokédex | Thứ nhất | Thứ hai  | Tiến hóa thành (Tên Tiếng Nhật) |
| ---- | ----------- | ----------- | ----------- | ------------------- | -------- | -------- | ------------------------------- |
| KĐ   | Harimaron   | Chespin     | Harimaron   | 650                 | Cỏ       | Cỏ       | Hariborg (#651)                 |
|      | Hariborg    | Quilladin   | Haribogu    | 651                 | Cỏ       | Cỏ       | Brigarron (#652)                |
|      | Brigarron   | Chesnaught  | Brigaron    | 652                 | Cỏ       | Giác đấu | Không tiến hóa                  |
| KĐ   | Fokko       | Fennekin    | Fokko       | 653                 | Lửa      | Lửa      | Tairenar (#654)                 |
|      | Tairenar    | Braixen     | Teruna      | 654                 | Lửa      | Lửa      | Mahoxy (#655)                   |
|      | Mahoxy      | Delphox     | Mahoxy      | 655                 | Lửa      | Tâm linh | Không tiến hóa                  |
| KĐ   | Keromatsu   | Froakie     | Keromatsu   | 656                 | Nước     | Nước     | Gekogashira (#657)              |
|      | Gekogashira | Frogadier   | Gekogashira | 657                 | Nước     | Nước     | Gekkouga (#658)                 |
|      | Gekkouga    | Greninja    | Gekkoga     | 658                 | Nước     | Bóng tối | Không tiến hóa                  |
|      | Horubee     | Bunnelby    | Horubi      | 659                 | Thường   | Thường   | Horudo (#660)                   |
|      | Horudo      | Diggersby   | Horudo      | 660                 | Thường   | Đất      | Không tiến hóa                  |
|      | Yayakoma    | Fletchling  | Yayakoma    | 661                 | Thường   | Bay      | Hinoyakoma (#662)               |
|      | Hinoyakoma  | Fletchinder | Hinoyakoma  | 662                 | Lửa      | Bay      | Fiarrow (#663)                  |
|      | Fiarrow     | Talonflame  | Phaiaro     | 663                 | Lửa      | Bay      | Không tiến hóa                  |
|      | Kofukimushi | Scatterbug  | Kofukimushi | 664                 | Bọ       | Bọ       | Kofuurai (#665)                 |
|      | Kofuurai    | Spewpa      | Kofurai     | 665                 | Bọ       | Bọ       | Viviyon (#666)                  |
|      | Viviyon     | Vivillon    | Viviyon     | 666                 | Bọ       | Bay      | Không tiến hóa                  |
|      | Shishiko    | Litleo      | Shishiko    | 667                 | Lửa      | Thường   | Kaenjishi (#668)                |
|      | Kaenjishi   | Pyroar      | Kaenjishi   | 668                 | Lửa      | Thường   | Không tiến hóa                  |
|      | Flabebe     | Flabébé     | Furabebe    | 669                 | Tiên     | Tiên     | Floette (#670)                  |
|      | Floette     | Floette     | Furaette    | 670                 | Tiên     | Tiên     | Florges (#671)                  |
|      | Florges     | Florges     | Furajesu    | 671                 | Tiên     | Tiên     | Không tiến hóa                  |
|      | Meecle      | Skiddo      | Mekuru      | 672                 | Cỏ       | Cỏ       | Gogoat (#673)                   |
|      | Gogoat      | Gogoat      | Gogoto      | 673                 | Cỏ       | Cỏ       | Không tiến hóa                  |
|      | Yancham     | Pancham     | Yanchamu    | 674                 | Giác đấu | Giác đấu | Goronda (#675)                  |
|      | Goronda     | Pangoro     | Goronda     | 675                 | Giác đấu | Bóng tối | Không tiến hóa                  |
|      | Trimmien    | Furfrou     | Torimian    | 676                 | Thường   | Thường   | Không tiến hóa                  |
|      | Nyasper     | Espurr      | Nyasupa     | 677                 | Tâm linh | Tâm linh | Nyaonix (#678)                  |
|      | Nyaonix     | Meowstic    | Nyaonikusu  | 678                 | Tâm linh | Tâm linh | Không tiến hóa                  |
|      | Hitotsuki   | Honedge     | Hitotsuki   | 679                 | Thép     | Ma       | Nidangill (#680)                |
|      | Nidangill   | Doublade    | Nidangiru   | 680                 | Thép     | Ma       | Gillgard (#681)                 |
|      | Gillgard    | Aegislash   | Girugarudo  | 681                 | Thép     | Ma       | Không tiến hóa                  |
|      | Shushupu    | Spritzee    | Shushupu    | 682                 | Tiên     | Tiên     | Frefuwan (#683)                 |
|      | Frefuwan    | Aromatisse  | Furefuwan   | 683                 | Tiên     | Tiên     | Không tiến hóa                  |
|      | Peroppafu   | Swirlix     | Peroppafu   | 684                 | Tiên     | Tiên     | Peroream (#685)                 |
|      | Peroream    | Slurpuff    | Perorimu    | 685                 | Tiên     | Tiên     | Không tiến hóa                  |
|      | Maaiika     | Inkay       | Maika       | 686                 | Bóng tối | Tâm linh | Calamanero (#687)               |
|      | Calamanero  | Malamar     | Karamanero  | 687                 | Bóng tối | Tâm linh | Không tiến hóa                  |
|      | Kametete    | Binacle     | Kametete    | 688                 | Đá       | Nước     | Gamenodes (#689)                |
|      | Gamenodes   | Barbaracle  | Gamenodesu  | 689                 | Đá       | Nước     | Không tiến hóa                  |
|      | Kuzumo      | Skrelp      | Kuzumo      | 690                 | Độc      | Nước     | Dramidoro (#691)                |
|      | Dramidoro   | Dragalge    | Doramidoro  | 691                 | Độc      | Rồng     | Không tiến hóa                  |
|      | Udeppou     | Clauncher   | Udeppou     | 692                 | Nước     | Nước     | Bloster (#693)                  |
|      | Bloster     | Clawitzer   | Burosuta    | 693                 | Nước     | Nước     | Không tiến hóa                  |
|      | Erikiteru   | Helioptile  | Erikiteru   | 694                 | Điện     | Thường   | Elezard (#695)                  |
|      | Elezard     | Heliolisk   | Erezado     | 695                 | Điện     | Thường   | Không tiến hóa                  |
| CĐ   | Chigoras    | Tyrunt      | Chigorasu   | 696                 | Đá       | Rồng     | Gachigoras (#697)               |
| CĐ   | Gachigoras  | Tyrantrum   | Gachigorasu | 697                 | Đá       | Rồng     | Không tiến hóa                  |
| CĐ   | Amarus      | Amaura      | Amarusu     | 698                 | Đá       | Băng     | Amaruruga (#699)                |
| CĐ   | Amaruruga   | Aurorus     | Amaruruga   | 699                 | Đá       | Băng     | Không tiến hóa                  |
|      | Nymphia     | Sylveon     | Ninfia      | 700                 | Tiên     | Tiên     | Không tiến hóa                  |
|      | Luchabull   | Hawlucha    | Ruchaburu   | 701                 | Giác đấu | Bay      | Không tiến hóa                  |
|      | Dedenne     | Dedenne     | Dedenne     | 702                 | Điện     | Tiên     | Không tiến hóa                  |
|      | Melecie     | Carbink     | Mereshi     | 703                 | Đá       | Tiên     | Không tiến hóa                  |
|      | Numera      | Goomy       | Numera      | 704                 | Rồng     | Rồng     | Numeil (#705)                   |
|      | Numeil      | Sliggoo     | Numeiru     | 705                 | Rồng     | Rồng     | Numelgon (#706)                 |
|      | Numelgon    | Goodra      | Numerugon   | 706                 | Rồng     | Rồng     | Không tiến hóa                  |
|      | Cleffy      | Klefki      | Kurepphi    | 707                 | Thép     | Tiên     | Không tiến hóa                  |
|      | Bokurei     | Phantump    | Bokure      | 708                 | Ma       | Cỏ       | Ohrot (#709)                    |
|      | Ohrot       | Trevenant   | Orotto      | 709                 | Ma       | Cỏ       | Không tiến hóa                  |
|      | Bakeccha    | Pumpkaboo   | Baketcha    | 710                 | Ma       | Cỏ       | Pumpjin (#711)                  |
|      | Pumpjin     | Gourgeist   | Pampujin    | 711                 | Ma       | Cỏ       | Không tiến hóa                  |
|      | Kachikohru  | Bergmite    | Pampujin    | 712                 | Băng     | Băng     | Crebase (#713)                  |
|      | Crebase     | Avalugg     | Kurebesu    | 713                 | Băng     | Băng     | Không tiến hóa                  |
|      | Onbat       | Noibat      | Onbatto     | 714                 | Bay      | Rồng     | Onvern (#715)                   |
|      | Onvern      | Noivern     | Onban       | 715                 | Bay      | Rồng     | Không tiến hóa                  |
| HT   | Xerneas     | Xerneas     | Zeruneasu   | 716                 | Tiên     | Tiên     | Không tiến hóa                  |
| HT   | Yveltal     | Yveltal     | Iberutaru   | 717                 | Bóng tối | Bay      | Không tiến hóa                  |
| HT   | Zygarde     | Zygarde     | Zygarde     | 718                 | Rồng     | Đất      | Không tiến hóa                  |
| BA   | Diancie     | Diancie     | Diancie     | 719                 | Đá       | Tiên     | Tiến Hóa Mega                   |
| BA   | Hoopa       | Hoopa       | Hoopa       | 720                 | Tâm linh | Ma       | Không tiến hóa                  |
| BA   | Hoopa       | Hoopa       | Hoopa       | 720                 | Tâm linh | Bóng tối | Không tiến hóa                  |
| BA   | Volcanion   | Volcanion   | Volkenion   | 721                 | Lửa      | Nước     | Không tiến hóa                  |

### Hình dạng Mega
| Loài | Tên Pokémon  | Tên Pokémon  | Tên Pokémon  | Số National Pokédex | Hệ       | Hệ      | Tiến hóa thành (Tên Tiếng Nhật) |
| Loài | Tiếng Nhật   | Tiếng Anh    | Tiếng Việt   | Số National Pokédex | Thứ nhất | Thứ hai | Tiến hóa thành (Tên Tiếng Nhật) |
| ---- | ------------ | ------------ | ------------ | ------------------- | -------- | ------- | ------------------------------- |
| BA   | Mega Diancie | Mega Diancie | Diancie Mega | 719                 | Đá       | Tiên    | Không tiến hóa                  |